# Seabrook (New Hampshire)
Seabrook è un comune degli Stati Uniti d'America facente parte della contea di Rockingham nello stato del New Hampshire.

## Storia
La località ospita una centrale nucleare costruita sulla costa negli anni '80 e avente un unico reattore nucleare attivo. Al 2009, la struttura di contenimento del reattore presentava delle criticità in fatto di degradazione del cemento e rischi per la sua complessiva tenuta e l'isolamento dell'impianto, pur in assenza di incidenti o fughe radioattive registrate.